# Maglić
De berg Maglić is de hoogste berg in Bosnië en Herzegovina en is 2386 meter hoog. Hij ligt in het oosten van Bosnië bij de grens met Montenegro. 
Zie ook: Maglić, een dorp in Servië.